# Listă de planoare din Marea Britanie
Aceasta este o listă de planoare construite în toată lumea, cât și întreprinderile care au construit aceste planoare.

## Diverși constructori din Marea Britanie
Date din:
- Armstrong-Whitworth A.W.52G
- EON Target
- Ginn-Lesniak Kestrel – Ginn, Vic & Lesniak – London Gliding Club, Dunstable
- Planor Colditz